# Maloretsjenskoje
Maloretsjenskoje (Russisch: Малореченское) of ook wel Maloritsjenske (Oekraïens: Малоріченське), (Krim-Tataars: Küçük Özen) is een kleine badplaats gelegen op de zuidelijke kust van de Krim tussen Solnetsjnoje en Soedak. Bestuurlijk gezien behoort het plaatsje tot de plaats Aloesjta.
Maloretsjenskoje bestaat uit een klein dorpje, gelegen net boven de kustweg, en een straatje dat van het dorpje naar de zee loopt en uitmondt in een klein stukje "zeedijk". Bij de volkstelling van 2001 woonden er 1251 mensen. Er bevindt zich een wijnmakerij.
In het dorpje bevinden zich twee pensions. Beide pensions werden gebouwd voor toeristen uit de voormalige Sovjet-Unie en kennen slechts elementaire voorzieningen. Daarnaast bevinden zich in het dorpje en aan de "zeedijk" een aantal kamerverhuurders.

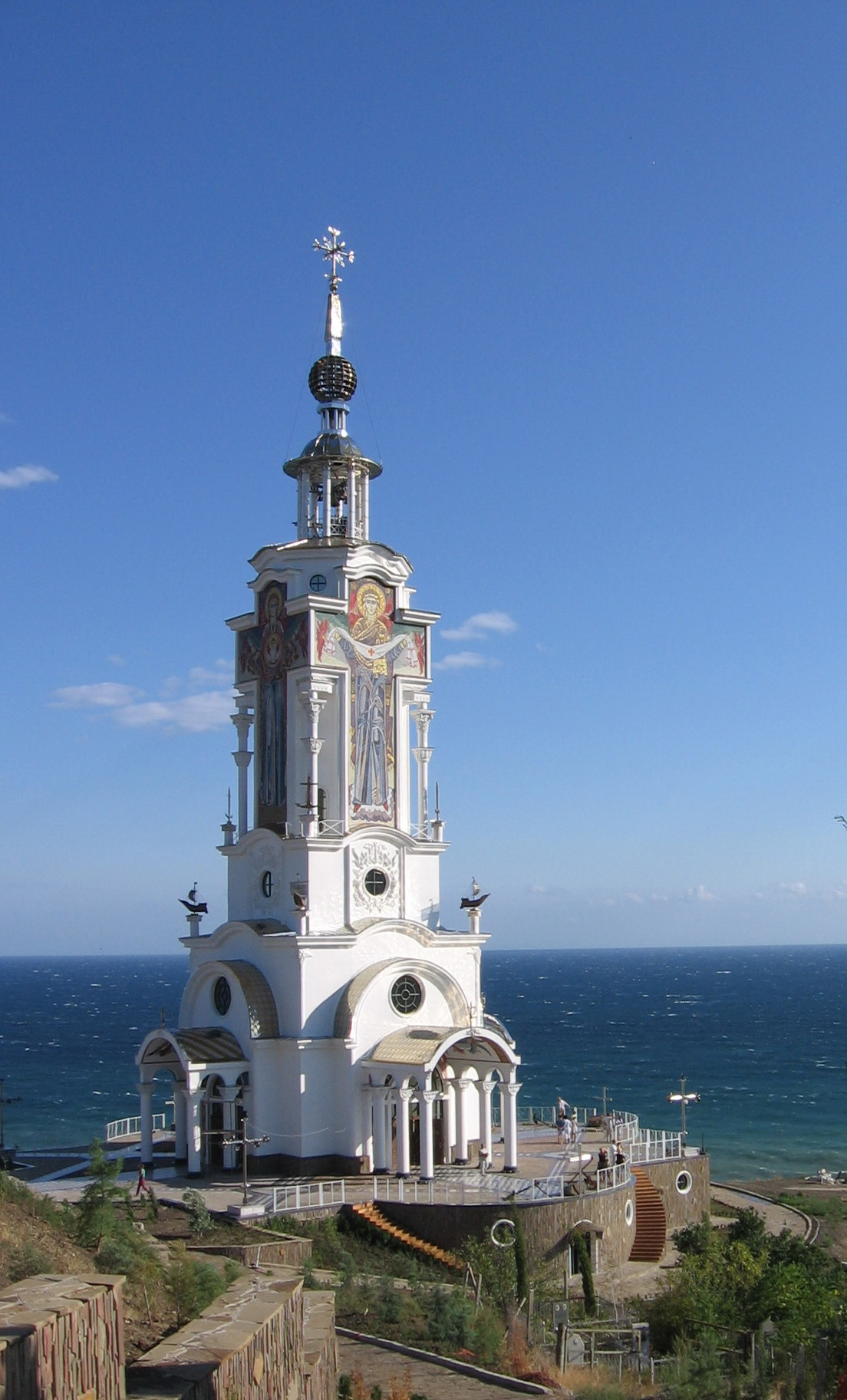
Het tempelbaken van St. Nicholas the Wonderworker, Malorechenskoye

Maloretsjenskoje is een typisch Krimdorpje. Er wonen zowel mensen van Krim-Tataarse als van Russische afkomst. In de buurt van de plaats bevinden zich de watervallen van Djoer-djoer. Het strand bij de plaats bestaat vooral uit fijn grind en een in de richting van Soedak uit grotere keien. Maloretsjenskoje is relatief populair bij surfers: Het water is er warm en de golfslag regelmatig.
Maloretsjenskoje is goed bereikbaar per marsjroetka. Deze vertrekken vanaf het station of vanaf de luchthaven van Simferopol. Vanuit Aloesjta is er ook een gewone busverbinding.
Tot 1778 was de plaats een Griekse kolonie en werd Micropotam (Russisch: Микро-Потам) genoemd. De Krim-Tataren hernoemden de plaats naar Küçük Özen. Na de deportatie van de Krim-Tataren en de instroom van Russen en andere volken naar de plaats werd de naam veranderd naar Maloretsjenskoje.